# Cà Berlone
Cà Berlone è una curazia (frazione) del castello di Città di San Marino nella Repubblica di San Marino.

## Storia
Il vero nome della località sarebbe Ca' Berloni (nei pressi di Montecucco, a sud di San Marino città, come si può rilevare in diverse carte topografiche del passato). Esso deriverebbe dal nome di una famiglia, oggi estinta, vissuta in situ almeno dal XVI secolo ed estintasi intorno al XVIII secolo.